# Campinorte
Campinorte é um município brasileiro do estado de Goiás.

## História
Por volta do ano de 1918, às margens do regato Campinas, nascia o povoado Campinas, situado na fazenda Jacaré ou Lages, imóvel com uma área de mais de quarenta mil hectares, pertencentes ao capitão Dionizio Corrêa de Miranda.O nome Campinas, dado ao povoado teve a influência direta do nome do regato e esse por sua vez, levou o nome de Campinas, por banhar uma área de extensas Campinas.
O povoado situado nas proximidades da confluência de duas grandes estradas, uma ligando o Sul, com o sertão do Norte do Estado de Goiás, ligando essa à face Oeste do Estado e consequentemente a cidade de Goiás, Capital do Estado. A estrada real, conforme, era conhecida, ligava o Sul do Norte; Araguari, Catalão, Pirenópolis e Anápolis (Antas) mantinha intercâmbio comercial com a região de Amaro Leite, Porangatu (Descoberto) e Peixe, através dessa estrada, por onde transitava os carros de bois, tropas, boiadas e mercadorias. Seu percurso nessa região cortava o alto curso do Ribeirão da Mula, passando pelo flanco esquerdo da Serra do Barro Vermelho em direção ao Norte. A segunda estrada importante, fazia o elo de ligação da estrada real com a região de Crixás e Pilar de Goiás, que também se dirigia à cidade de Goiás, Capital do Estado, Claro que essas rotas tinham como principal objetivo, a extração, comercialização e transporte do ouro dessas regiões citadas.
Na região de Campinas se praticava a criação dos gados bovinos, eqüinos e muares, numa extensão de pastagens naturais. Não de tem conhecimento da existência de tribos indígenas habitando a região, embora sabe-se que índios vindos das margens do rio Javaés, eram caçadores esporádicos na Serra da Titara. Em grandes áreas de Terras viviam várias famílias: Às margens do Córrego Matão, a família do senhor João Ataides e Antônio Juca, na Fazenda Barro Vermelho, a família do senhor Florentino Lucas Franco. O povo de Campinas, embora lentamente, continuava crescendo e já com alguns estabelecimentos comerciais de pequeno porte.
O dia sete de setembro era sempre lembrado, com procissões, rezas e comidas, na residência do senhor João da Rocha Lemos. Em 1935, numa iniciativa dos habitantes do povoado, em rudes instalações, funcionava-se a primeira Escola, na qual lecionaram como primeiros Professores o senhor Macaro de Brito e Tiago de Tal. Ainda no ano de 1935, pela primeira vez o Povoado Campinas foi surpreendido com a chegada de um veículo auto motor, um Jeep, conduzido pelo Dr. Júlio e acompanhado pelo senhor Eneias Fernandes de Carvalho que se dirigiam a Amaro Leite, em busca de descobrir jazigos de ouro. Em 1936, embora sem máquinas, foi construída manualmente a estrada que ligou Santana do Machombombo (Uruaçu) a Descoberto (Porangatu) passando pelo povoado Campinas, dando ao povoado um novo impulso desenvolvimentista, por onde o primeiro veículo a trafegar foi o Ford (Baratinha) conduzido pelo Sr. Aníbal Jardim, da cidade Paulista de Batatais e comprador de gado bovino aqui nessa região. Com Escola, estrada de rodagem e estabelecimentos comerciais, onde Deodato da Rocha Lemos, Aristeu da Rocha Lemos e Antônio Barcelos da Silva, eram comerciantes e a chegada de novos moradores, o povoado Campinas se encontrava em franco desenvolvimento.
Em 1948 iniciou-se a demarcação da Estrada Federal (Estrada Federal Bernardo Sayão) tendo à frente o Engenheiro Bernardo Sayão, nessa época chegava para a região a família Martins da Costa, Composta pelos senhores: Antônio Martins da Costa, Antônio Aquino Pimenta e Sebastião Martins da Costa. Também em 1948, o Sr. Aristeu da Rocha Lemos transferia seu comércio, para onde é hoje, a Av. Bernardo Sayão, nas proximidades do posto paixão, já o Sr. Sebastião Martins da Costa, se estabelecia ao longo da Estrada Federal Bernardo Sayão, com uma rústica hospedaria e comércio secos e molhados, ao mesmo tempo em que chegava, também o Sr. Deodato da Rocha Lemos e Paulino Dias Souto. Porém, com o desmatamento, demarcando de fato a Estrada Federal Bernardo Sayão que ligaria o Sul com o Norte, tanto do Estado como do País, o comércio e a população do povoado Campinas, iniciou o deslocamento para periferia da nova estrada, provocando o esvaziamento do povoado. O ronco das máquinas pesadas, a evolução do comércio, a chegada de novas famílias, aceleraram a agricultura e a pecuária, trazendo todos os moradores do povoado Campinas, para a periferia da Estrada Federal. Em 1950, no governo de Coimbra Bueno, construiu-se no povoado Campinas uma Escola de telha e tijolos, denominada Escola Reunidas Campinas, onde Ana Maria de Oliveira e Ilídia Ana de Oliveira foram as primeiras professoras. Em 1951, após ter adquirido uma gleba de terras, o Sr. Sebastião Martins da Costa, doou uma área à Igreja Católica, onde foi construída uma capela pau-a-pique em homenagem a São Sebastião padroeiro da cidade, onde para inaugurar foi celebrada uma missa pelo Padre Valentim, loteando o restante da área e rapidamente vendendo todos os lotes.
Em seguida na área doada à Igreja Católica, foi construída uma pequena capela, cuja primeira Missa foi celebrada pelo Bispo Dom Francisco Prada, da Diocese de Uruaçu. Com um crescimento vertiginoso estava nascendo o povoado de Campinorte. O nome de Campinorte, dado ao novo povoado, herdava “Campinas” do povoado Campinas (Que lembra o regato e as extensas Campinas) e do Norte ( Localização geográfica do povoado no estado). Ainda em 1951, o Povoado de Campinorte se fez representar na Câmara Municipal de Uruaçu, pelo Vereador Sebastião Martins da Costa, eleito pelo povo do povoado. Em 1954 o povoado contava com 80 casas residenciais, 10 casas comerciais, farmácia, escola, ficando abandonado o antigo povoado Campinas. O Sr. Francisco Antônio de Oliveira (Neguinho) foi o primeiro farmacêutico, o Sr. José Ribeiro Soares, o primeiro dentista e o Dr. Domingos Alves de Oliveira, o primeiro médico a dar assistência aos habitantes do povoado de Campinorte. Em 1955, Sebastião Martins da Costa e Paulino Dias Souto foram eleitos Vereadores representantes do povoado de Campinorte, na Câmara Municipal de Uruaçu. A 26 de setembro de 1958, por força da Lei Municipal nº 08, o povoado de Campinorte foi elevado a Distrito do Município de Uruaçu.
Em 1959, o Distrito de Campinorte elege o Vereador Antônio Martins da Costa, representante do Distrito na Câmara Municipal de Uruaçu. Em 1962 o Distrito elegeu para Vereadores o Sr. Floripes Martins da Costa e o Sr. Antônio Francisco Leite, para o período de 1963 à 1967. A resolução nº 001/63, de 09 de Janeiro de 1963, dava o primeiro passo rumo à autonomia político-administrativa do Distrito de Campinorte. Porém os Deputados Antônio Magalhães e Otávio de Freitas, representante do povo de Campinorte na Assembléia Legislativa do Estado de Goiás, deram o suporte necessário para que a Emancipação se consumasse. A Lei Estadual nº 4655 de 08 de outubro de 1963, tornava-se histórica, data da Emancipação Política-administrativa do Município de Campinorte (Campinorte se tornava Município). A instalação solene do Município se deu em 01 de janeiro de 1964. Dá-se o nome de Campinortenses ao habitantes do Município de Campinorte.
Campinorte recebeu status de município pela Lei Estadual nº 4.655, de 8 de outubro de 1963, com território desmembrado de Uruaçu.

## Hidrografia
Sua hidrografia é rica em rios e riachos, com destaque para os rios que ficam ao norte do município, são os rios Cana Brava, ribeirão Cristalino, córrego Acaçú, córrego da Traíra,córrego do Balsámo, córrego da Teima, córrego do Boquete, córrego do Baxião, rio do Oco e rio Palmeira. Ao sul do município destaca os rios Vaivém e rio da Mula no perímetro urbano do município.

## Relevo
Seu relevo se destaca por grandes planícies ao sul e longas cadeias de montanhas todas ao norte, podem chegar a 1.000 metros de altitude, com destaque para a serra do Cana Brava, serra da Iracema, serra do Formoso, serra Grande, serra do Cruzeiro e morro do Casco, no limite com o município de Formoso Goiás. 

## Turismo
Destaque para o lago de serra da mesa, 18 km próximo da cidade e a Chapada da Iracema, onde se encontra as cachoeiras do Iracema -13.647826,-48.675501, uma queda d'água de cerca de 20 metros no córrego da Traíra, distante cerca de 120 km da cede do município, no limite com o município de Minaçú.